# Glenea mesoleuca
Glenea mesoleuca é uma espécie de escaravelho da família Cerambycidae. Foi descrita por Francis Polkinghorne Pascoe em 1867.  É conhecida a sua existência na Singapura e Malásia.